# Jalen Wilson
Jalen Derale Wilson (Arlington, 4 de novembro de 2000) é um jogador norte-americano de basquete que atualmente joga no Brooklyn Nets da National Basketball Association (NBA).
Ele jogou basquete universitário pelo Kansas Jayhawks e foi selecionado pelos Nets como a 51ª escolha geral do draft da NBA de 2023.

## Carreira no ensino médio
Wilson frequentou a John H. Guyer High School em Denton, Texas. No seu primeiro ano, teve médias de 16,1 pontos, 6,2 rebotes e 3,3 assistências. No último ano, ele teve médias de 18,1 pontos, 7,5 rebotes e três assistências.

### Recrutamento
Wilson foi um recruta de quatro estrelas por consenso e foi considerado o 46º melhor jogador na classe de 2019 pela 247Sports. Ele originalmente se comprometeu a jogar basquete universitário na Universidade de Michigan, mas reabriu seu recrutamento com a saída do técnico John Beilein. Mais tarde, ele se comprometeu com a Universidade do Kansas.
| Nome | Cidade natal                                                    | Escola             | Altura             | Peso           | Data                |
| --- | --------------------------------------------------------------- | ------------------ | ------------------ | -------------- | ------------------- |
| Jalen Wilson SF | Denton, TX                                                      | John H. Guyer (TX) | 6 ft 8 in (2.03 m) | 210 lb (95 kg) | 12 de Junho de 2019 |
| Jalen Wilson SF | Classificação: Rivals: 247Sports: ESPN: ESPN grade: 85          |                    |                    |                |                     |
| Jalen Wilson SF | Classificação geral: 247Sports: 46º \| Rivals: 47º \| ESPN: 73º |                    |                    |                |                     |
| - Nota: Em muitos casos, Scout, Rivals, 247Sports e ESPN podem entrar em conflito em suas listas de altura e peso. Nestes casos, a média foi obtida. As notas da ESPN estão em uma escala de 100 pontos. - Fonte: |                                                                 |                    |                    |                |                     |

## Carreira universitária
Em 8 de novembro de 2019, Wilson sofreu uma fratura no tornozelo contra UNC Greensboro em seu segundo jogo da carreira. Ele perdeu o restante da temporada após passar por uma cirurgia.
Em 8 de dezembro de 2020, Wilson registrou 23 pontos e 10 rebotes, fazendo uma cesta de três pontos com 42 segundos restantes, na vitória por 73-72 sobre Creighton. Como calouro, ele teve médias de 11,8 pontos e 7,9 rebotes e foi selecionado para a Equipe de Calouros da Big 12.
Em 9 de abril de 2021, ele se declarou para o draft da NBA de 2021, mantendo sua elegibilidade universitária. Wilson finalmente retornou ao Kansas.
Em 2 de novembro, ele foi suspenso por três jogos devido a uma prisão por suspeita de dirigir sob o efeito do álcool. Em sua segunda temporada, Wilson teve médias de 11,1 pontos e 7,4 rebotes e foi nomeado para a Terceira-Equipe da Big 12, ajudando a equipe a ganhar um título nacional. Após a temporada, Wilson se declarou para o draft da NBA de 2022, mas acabou desistindo do draft. Em seu terceiro ano, ele foi nomeado Jogador do Ano do Big 12.

## Carreira profissional

### Brooklyn / Long Island Nets (2023–Presente)
Wilson foi selecionado pelo Brooklyn Nets como a 51ª escolha geral do draft da NBA de 2023. Em 5 de julho de 2023, Wilson assinou um contrato de duas vias com os Nets e com seu afiliado da G-League, Long Island Nets.
Em 1º de março de 2024, o Brooklyn Nets converteu o contrato bidirecional de Wilson em um contrato padrão de 3 anos da NBA.

## Estatísticas da carreira

### NBA

#### Temporada regular
| Ano     | Equipe   | PJ | PT | MPJ  | AP   | 3P   | LL   | RT  | AS  | BR | TO | PPJ |
| ------- | -------- | -- | -- | ---- | ---- | ---- | ---- | --- | --- | -- | -- | --- |
| 2023–24 | Brooklyn | 43 | 3  | 15.5 | .425 | .324 | .826 | 3.0 | 1.0 | .3 | .1 | 5.0 |

### Universitário
| Ano      | Equipe   | PJ  | PT | MPJ  | AP   | 3P   | LL   | RT  | AS  | BR | TO | PPJ  |
| -------- | -------- | --- | -- | ---- | ---- | ---- | ---- | --- | --- | -- | -- | ---- |
| 2019–20  | Kansas   | 2   | 0  | 1.0  | .000 | .000 | .000 | .0  | .0  | .0 | .0 | .0   |
| 2020–21  | Kansas   | 29  | 26 | 28.3 | .414 | .333 | .630 | 7.9 | 2.0 | .4 | .3 | 11.8 |
| 2021–22  | Kansas   | 37  | 27 | 29.4 | .461 | .263 | .722 | 7.4 | 1.8 | .9 | .4 | 11.1 |
| 2022–23  | Kansas   | 36  | 36 | 35.4 | .430 | .337 | .799 | 8.3 | 2.2 | .9 | .5 | 20.1 |
| Carreira | Carreira | 104 | 89 | 23.5 | .326 | .233 | .537 | 5.9 | 1.5 | .5 | .3 | 10.7 |

Fonte: